# SIGTRAN
SIGTRAN là tên của nhóm làm việc của IETF (Lực lượng đặc nhiệm kỹ thuật Internet) đã phát triển một loạt các giao thức cho phép vận chuyển điều khiển tín hiệu của điện thoại công cộng SS7 và Q.931 qua mạng IP. Bằng cách mở rộng, chúng tôi gọi nhóm giao thức này là SIGTRAN. SIGTRAN đã được xuất bản với tên RFC 2719 "Khung kiến trúc cho truyền tải tín hiệu".
SIGTRAN đề cập đến một ngăn xếp giao thức để vận chuyển các giao thức báo hiệu (SS7 / C7) của mạng chuyển mạch (SCN) (có ứng dụng cổ điển là điện thoại công cộng, theo kiểu cổ điển) qua mạng IP. SIGTRAN là sự phát triển của SS7, định nghĩa các bộ điều hợp và khả năng vận chuyển cơ bản trong đó SS7 và các giao thức gói được trộn lẫn để cung cấp cho người dùng những công nghệ tốt nhất. Các ứng dụng SIGTRAN bao gồm: Internet bằng cách quay số, điện thoại IP được kết nối với PSTN và các dịch vụ khác.

### Sơ đồ
| SS7 protocols |      |      |  |      |      |  |      |      |  |      |      |      | TCAP | TCAP |  |      |      |  |      |      |
| ------------- | ---- | ---- |  | ---- | ---- |  | ---- | ---- |  | ---- | ---- | ---- | ---- | ---- |  | ---- | ---- |  | ---- | ---- |
| SS7 protocols | V5.2 | V5.2 |  | MTP3 | MTP3 |  | MTP3 | MTP3 |  | ISUP | ISUP |      | SCCP | SCCP |  | DSS1 | DSS1 |  | TCAP | TCAP |
| SIGTRAN       | V5UA | V5UA |  | M2UA | M2UA |  | M2PA | M2PA |  | M3UA | M3UA | M3UA | M3UA | M3UA |  | IUA  | IUA  |  | SUA  | SUA  |